# Burao

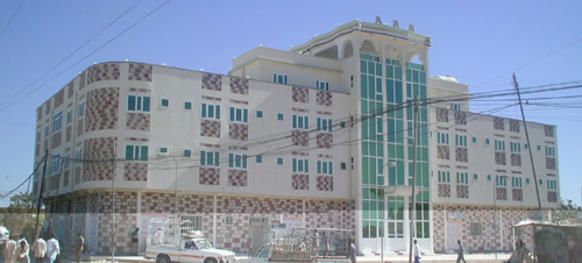
Köpcentrum i Burao

Burao (somaliska: Burco, arabiska: برعو) är en stad som ligger i centrala delen av Somaliland. Det är den andra största staden i regionen Somaliland efter Hargeisa. Den har en väg till Las Anod, Berbera och Hargeisa. Nyligen hade det byggts upp en ny väg till Erigavo. Den domineras av klanen Habar Jeclo som är en del av Isaaqklanen. Den blev tillsammans med Hargeisa, 1988 bombad av Siyad Barres regim.